# Эль-Медол
Эль-Медол (исп. El Médol) — каменоломня времён Римской республики и Римской империи в Испании. Объект всемирного наследия ЮНЕСКО. Входит в Исторический музей Таррагоны.

## География
находится в 4 км от центра Таррагоны. 

## История
Разрабатывать её стали в те времена, когда Таррагона являлась римской колонией в составе Испанского центуриона, при императоре Августе, примерно в 200—220 году до н. э.
За время эксплуатации было добыто около 50 000 м³ камня. В длину каменоломня составляет около 200 метров, высота стен достигает 20 метров. В середине находится что-то типа обелиска, высота его составляет 16 метров, именно с этой точки начали добывать камень.

## Транспорт
В исторические времена достигался Августовой дорогой.
Историческая местность легкодоступна по национальной дороге 340 или по автомагистрали AP-7 по улице Ла Мора.